# Francesco Bertos

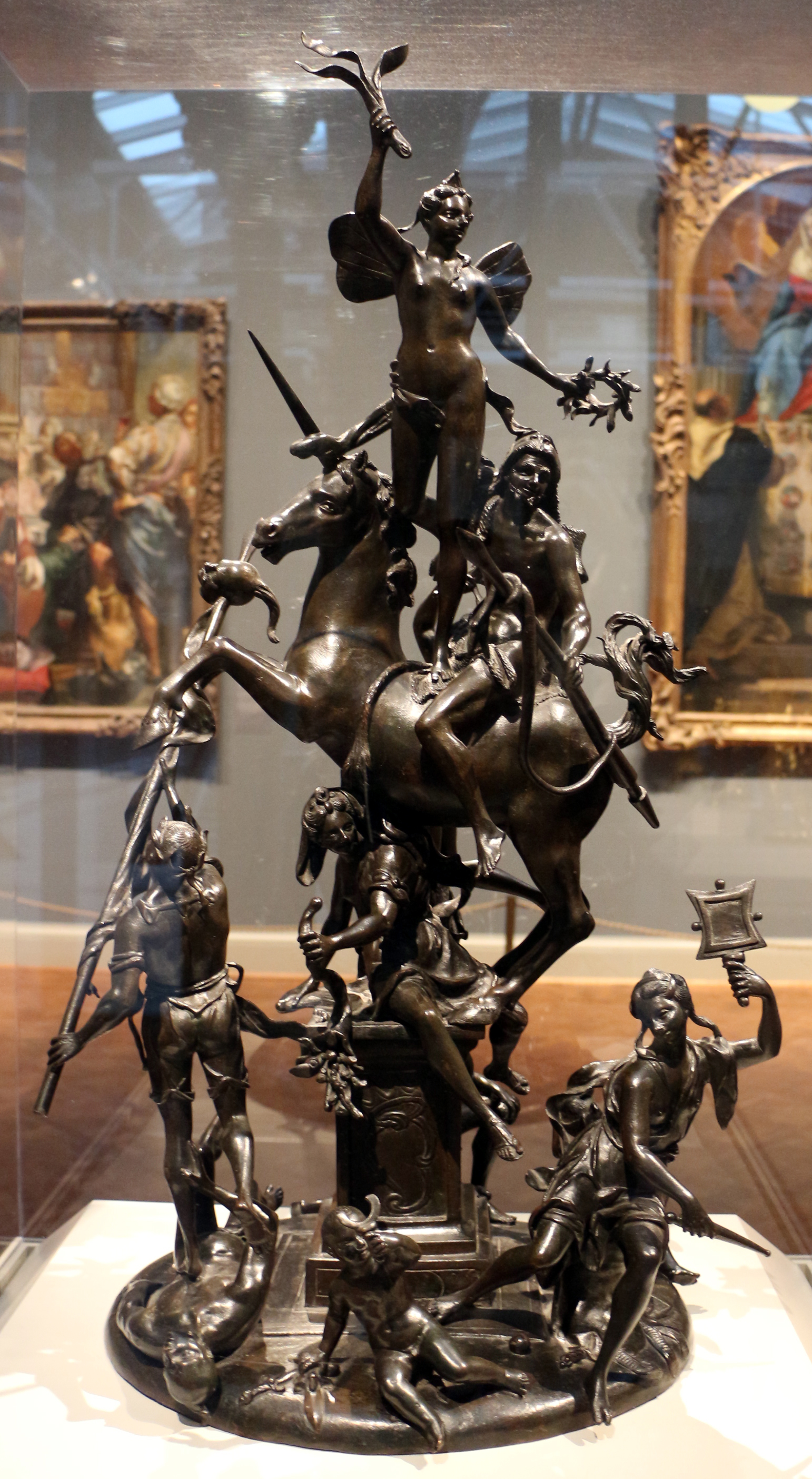
Francesco Bertos, La Vittoria sostenuta dal Valore, 1700-10 circa, bronzo, Chicago, Art Institute

Francesco Bertos (Dolo, 23 maggio 1678 – Dolo, 28 novembre 1741) è stato uno scultore italiano noto soprattutto per i suoi intricati gruppi di piccole figure.

## Biografia
L'artista è rimasto per lungo tempo oscuro e rimangono ancora diversi interrogativi irrisolti sulla sua vita. L'inizio romano della sua attività, riportato in più testi, risulta oggi negato. Rimane invece plausibile che avesse avuto qualche esperienza fuori dal Veneto e un rapporto, non meglio precisato, con il più anziano scultore friulano Girolamo Bertos, attivo in Romagna.

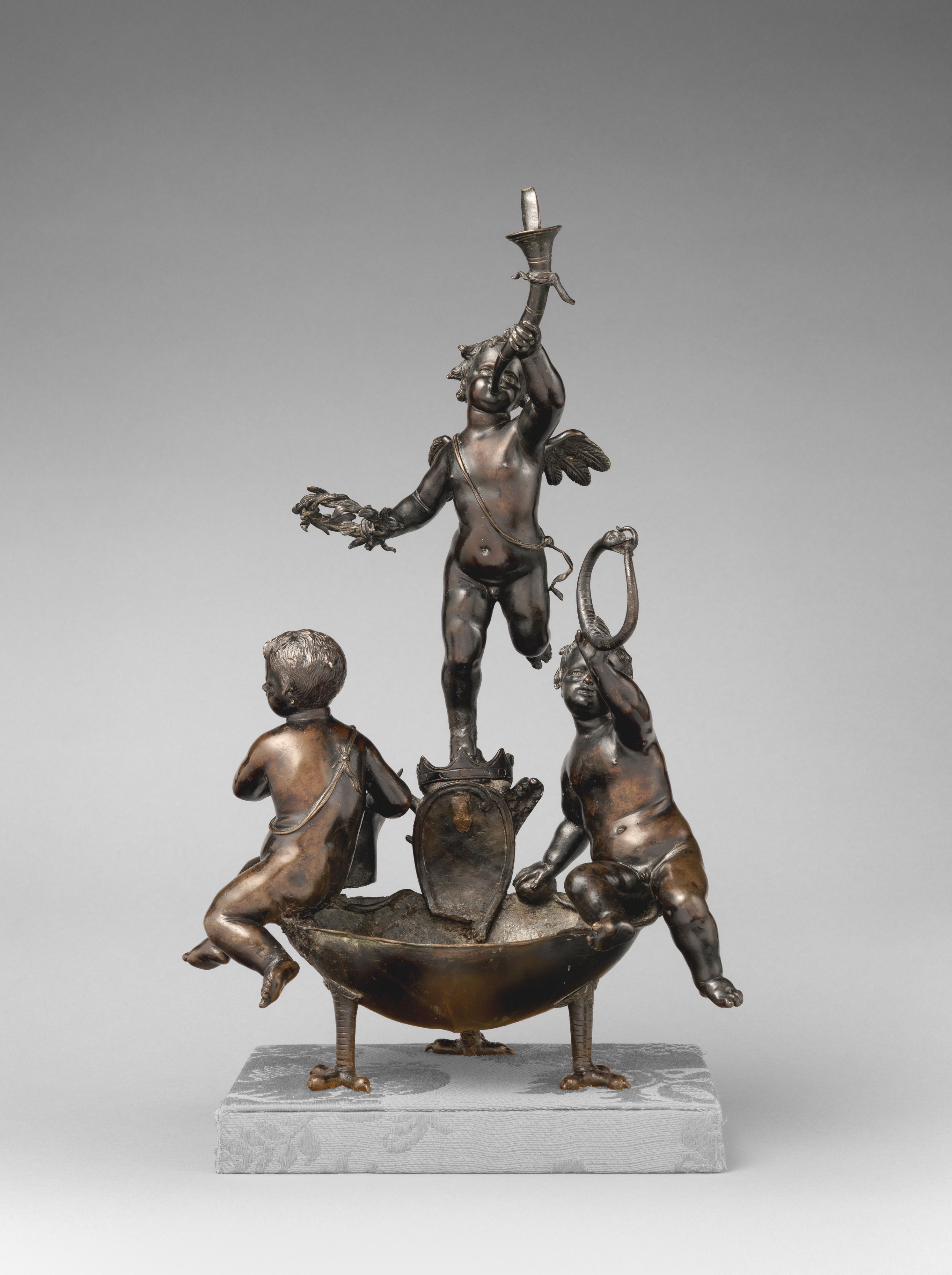
Francesco Bertos, Calamaio con tre putti, forse 1738, bronzo, 38,1×23,5×16,8 cm, New York, Metropolitan Museum

La notizia di Giannantonio Moschini che, nel 1817 definiva Francesco Bertos «valente discepolo di Gio Bonazza» risulta invece sufficientemente corretta in quanto sicuramente il Bertos fu generico "lavorante" e poi collaboratore dello scultore veneziano, come documentato in due attestati di pagamento del 1707 e 1710. Anche alcune opere di quel periodo correlate al Bonazza sono attribuibili al Bertos, come i due putti che affiancano il busto della Vergine del veneziano sopra l'altare maggiore della parrocchiale di Caselle di Santa Maria di Sala o la figura distesa della Maddalena penitente, pendant del Girolamo penitente, invece del Bonazza e anch'esso disteso (ambedue a Padova nella Biblioteca Universitaria).
L'attività autonoma e più tipica di Bertos inizia documentatamente nel 1715 con la commissione di Antonio Manin di alcuni gruppi di piccole figure in marmo per la villa di Passariano. Lo scultore ne realizzò otto fino al 1719 cui seguirono delle grandi statue da giardino. Dal 1722 è documentato l'invio di alcune opere allo zar Pietro il Grande. Tra il 1738 e 1739 eseguì due gruppi in bronzo per il re di Sardegna. Oltre ai Savoia il Bertos continuò ad essere apprezzato e ambito dalla nobiltà e dal potentato veneziano: erano segnalate diverse sue opere nel palazzo Sagredo e nel palazzo Pisan. Il maresciallo von der Schulenburg ne possedeva dodici esemplari. Negli ultimi anni di vita lavorò ancora per i Pisani realizzando le statue, questa volta grandi e un tempo attribuite genericamente alla bottega del Bonazza, da porre a coronamento del palazzo dominicale nella nuova loro villa di Stra.

## Opere
Certamente l'attenzione all'opera dello scultore dolese non va posta ai pezzi di maggiore dimensione in pietra in cui si smorza la brillantezza dei piccoli gruppi. Questi invece appaiono talmente fantasiosi e animati da giustificare l'ammirazione dei suoi contemporanei. Si tratta di complessi gruppi di figure intrecciate in movimenti dinamici ,che sembrano sfidare le leggi di gravità, organizzati con uno sviluppo piramidale. Si considera che l'attività sia iniziata con dei gruppi in marmo per poi passare alla preferenza del bronzo, più sicuro nella solidità dei "piccoli" complessi. L'abilità necessaria di tali costrutti vedeva il Bertos praticare anche come fonditore come esemplificato in una sua scultura sl Getty firmata  BERTOS / INVENTOR / ET SCVLTOR / SOLVS / DEI GRATIA / FVSIT / PERFECIT / FECIT. Una abilità talmente singolare che lo vide sottoposto all'Inquisizione per "diavoleria" « parendo impossibile che la mano umana possi arrivare à tanto». Si poteva trattare di gruppi più grandi, come quello de La Vittoria sostenuta dal Valore di Chicago oppure i Quattro continenti di Baltimora, destinati per lo più a essere usati come trionfi da tavola, oppure composizioni più semplici, ma sempre movimentate da putti o altre figure in posizioni estremamente dinamiche, destinate a funzioni più pratiche da uso quotidiano come saliere, portadolci o calami /per esempio il Calamaio di New York).
Il suo capolavoro è la scultura La caduta degli angeli ribelli in marmo di carrara, dove raffigura San Michele arcangelo che abbatte una schiera di diavoli in pose contorte, per i quali in  basso si apre l'Inferno. L'opera fu commissionata dal conte Trento, per  onorare l'entrata del figlio tredicenne tra i cavalieri di Malta, ed oggi è conservata a Vicenza, nelle Gallerie di Banca Intesa a Palazzo Leoni Montanari.
Nonostante la consuetudine col Bonazza più sensibile nelle grandi sculture, Bertos non appare legato al pieno barocco di un Le Court quanto una continuazione degli schemi della Maniera veneta del XVI secolo, ma anche al Giambologna di cui riproduce alcune opere in piccola scala, come il Ratto della Sabina del Palazzo reale a Torino. È rilevante che le opere più complesse presentino una fusione di elementi iconografici oggi difficilmente comprensibili nella loro sommatoria ma certamente noti ai committenti.